# Primera División Uruguaya 2005
Al campionato parteciparono diciotto squadre e il Nacional vinse il titolo. Non vi furono retrocessioni.

## Classifica finale
|     | Club              | Punti | G  | V  | N | P  | GF | GS | +/- | Commenti                |
| --- | ----------------- | ----- | -- | -- | - | -- | -- | -- | --- | ----------------------- |
| 1.  | Nacional          | 41    | 17 | 12 | 5 | 0  | 39 | 16 | +23 | Spareggio per il titolo |
| 2.  | Defensor          | 41    | 17 | 12 | 5 | 0  | 33 | 13 | +20 | Spareggio per il titolo |
| 3.  | Peñarol           | 35    | 17 | 10 | 5 | 2  | 28 | 19 | +9  |                         |
| 4.  | Danubio           | 28    | 17 | 8  | 4 | 5  | 23 | 16 | +7  |                         |
| 5.  | Rocha             | 25    | 17 | 6  | 7 | 4  | 27 | 21 | +6  |                         |
| 6.  | Liverpool         | 25    | 17 | 7  | 4 | 6  | 26 | 25 | +1  |                         |
| 7.  | Rentistas         | 24    | 17 | 6  | 6 | 5  | 30 | 25 | +5  |                         |
| 8.  | Miramar Misiones  | 23    | 17 | 7  | 2 | 8  | 33 | 29 | +4  |                         |
| 9.  | Wanderers         | 23    | 17 | 6  | 5 | 6  | 30 | 33 | -3  |                         |
| 10. | River Plate       | 22    | 17 | 6  | 4 | 7  | 34 | 32 | +2  |                         |
| 11. | Cerrito           | 21    | 17 | 5  | 6 | 6  | 21 | 19 | +2  |                         |
| 12. | Tacuarembó        | 21    | 17 | 5  | 6 | 6  | 17 | 18 | -1  |                         |
| 13. | Fénix             | 19    | 17 | 5  | 4 | 8  | 19 | 26 | -7  |                         |
| 14. | Paysandú          | 14    | 17 | 3  | 5 | 9  | 23 | 34 | -11 |                         |
| 15. | Rampla Juniors    | 14    | 17 | 3  | 5 | 9  | 19 | 31 | -12 |                         |
| 16. | Plaza Colonia     | 14    | 17 | 3  | 5 | 9  | 8  | 27 | -19 |                         |
| 17. | Cerro             | 13    | 17 | 3  | 4 | 10 | 20 | 30 | -10 |                         |
| 18. | Deportivo Colonia | 13    | 17 | 3  | 4 | 10 | 15 | 31 | -16 |                         |

## Spareggio per il titolo
Il Defensor Sporting ha rifiutato di giocare il playoff a causa che nella vittoria del Nacional alla loro ultima partita vi fu un rigore contestato al 7 minuto di recupero. Il Nacional si è aggiudicata quindi il campionato il 6 luglio 2005.
| Primera División Vincitore 2005 |
| ------------------------------- |
| Nacional 40º Titolo             |

## Classifica marcatori
| Pos | Nome               | Club             | Goal |
| --- | ------------------ | ---------------- | ---- |
| 1   | Pablo Granoche     | Miramar Misiones | 16   |
| 2   | Elías Ferreira     | Rentistas        | 14   |
| 3   | Sergio Blanco      | Wanderers        | 12   |
| 4   | Osvaldo Canobbio   | River Plate      | 11   |
| 5   | Martín Ligüera     | Nacional         | 10   |
| 6   | Sebastián Taborda  | Defensor         | 9    |
| 7   | José Pedro Cardozo | Rocha            | 8    |
|     | Richard Porta      | River Plate      | 8    |
|     | Ignacio Risso      | Danubio          | 8    |
|     | Sebastián Abreu    | Nacional         | 8    |
|     | Hugo Costela       | Defensor         | 8    |
|     | Leonardo Medina    | Liverpool        | 8    |